# 神保五弥
神保 五彌（じんぼ かずや、1923年1月19日 - 2009年12月6日）は、日本近世文学研究者。早稲田大学名誉教授。

## 略歴
1923年（大正12年）1月、山口県防府市に生まれる。1942年（昭和17年）10月、早稲田大学文学部文学科国文学専修に入学するも、翌年12月に応召されて南方戦線に出征。ビルマで終戦を迎え、1947年（昭和22年）2月まで捕虜生活を送る。1948年（昭和23年）4月、早稲田大学に復学し、翌年卒業。1964年（昭和39年）早稲田大学文学部助教授、翌年教授。1993年（平成5年）定年退職。2009年、膵臓癌のため86歳で死去した。
井原西鶴の浮世草子、為永春水の人情本、洒落本、滑稽本といった近世文学全般について研究した。『日本古典文学全集』『洒落本大成』『上田秋成全集』などの編集刊行に携わった。

## 著書
- 『為永春水の研究』白日社、1964年
- 『西鶴商法 根と才覚で生き抜いた元禄商人』日本実業出版社、1969年
- 『元禄豪商物語 どう儲け・どう遊び・どう生きたか』産報（サンポウ・ブックス）、1975年
- 『浮世風呂 江戸の銭湯』毎日新聞社（江戸シリーズ）、1977年12月
- 『近世日本文学史（編）』有斐閣双書、1978年2月
- 『上方商法西鶴のおしえ 知恵と才覚を活かすコツ』PHP研究所、1983年4月

## 校訂・編纂
- 『為永春水人情本』第1、古典文庫、1964年
- 『春色恋白波 為永春水』古典文庫、1967年
- 『浮世風呂 式亭三馬』角川文庫、1968年
- 『滑稽本』小学館（日本古典文学全集）1971年
- 仮名草子集 小学館 （本古典文学全集）1971年
- 谷脇理史、暉峻康隆と校注・訳 『井原西鶴集 3』小学館（日本古典文学全集）1972年
- 秋山虔、佐竹昭広共編『日本古典文学史の基礎知識 文学的伝統の理解のために』有斐閣 、1975年
- 棚橋正博共訳『雨月物語・春雨物語 若い人への古典案内』社会思想社（現代教養文庫）、1980年
- 『好色五人女 井原西鶴』明治書院（校注古典叢書）1987年3月
- 『新日本古典文学大系 86 浮世風呂・戯場粋言幕の外・大千世界楽屋探』岩波書店、1989年6月
- 杉浦日向子共著『江戸戯作（新潮古典文学アルバム）』新潮社、1991年10月

記念論集
- 『江戸文学研究』新典社、1993年1月